# Josef Lada
Josef Lada, češki slikar, ilustrator in oblikovalec, * 17. december 1887, Hrusice, Avstro-Ogrska (sedaj Češka), † 14. december 1957, Praga, Češkoslovaška (sedaj Češka).
Lada je najbolje znan po svojih ilustracijah za Haškovega Dobrega vojaka Švejka; ustvarjal pa je tudi slike krajin ter oblikoval kostume za gledališče in televizijo.